# Jon Schillaci
Pour les articles homonymes, voir Schillaci.
Jon Savarino Schillaci (né le 14 décembre 1971) est un criminel américain et ancien fugitif classé le 7 septembre 2007 dans la liste des dix fugitifs les plus recherchés du FBI. Schillaci est le 488e fugitif à être classé sur la liste. Il est capturé le 8 juin 2008 à San José de Gracia, Michoacán, au Mexique après neuf ans de cavale. Le 22 décembre 2009, Schillaci est condamné à une peine de 20 à 50 ans de prison.

## Biographie
Schillaci est né en Oklahoma, aux États-Unis, le 14 septembre 1971 et a été adopté lorsqu'il était bébé. Il a passé la majeure partie de son enfance, qu'il décrit comme « agitée », au Texas. Durant sa première journée passée en prison, Schillaci admet avoir été sexuellement abusé durant son enfance. Avant son arrestation en 1989, il fréquentait les quartiers de Neartown à Houston. À l'âge de 17 ans, Schillaci se travestit. Schillaci étudiait dans les domaines des sciences comportementales, sciences informatiques, de la philosophie, des religions et politiques. Il a également étudié au Clements High School, mais il n'a pas été diplômé.

## Crimes en 1989
En 1989, Schillaci, âgé de 17 ans, et un autre jeune homme âgé de 20 ans, ont été accusés de sévices sexuels sur deux jumeaux mineurs âgés de 11 ans. Schillaci et son ami se sont liés d'amitié avec ces deux mineurs qui vivaient en appartement avec leur mère. Ils les emmenaient fréquemment manger et voir un film intitulé The Rocky Horror Picture Show.
Plus tard, ils invitent les garçons au domicile de Schillaci, leur montrent un film pédopornographique, et filment les garçons engageant des activités érotiques entre eux. Après les avoir filmé, ils se joignent aux garçons. Schillaci est arrêté le 29 janvier 1989 alors qu'il tentait de revendre son film dans une boutique pour $500,. Il plaidera coupable pour ses faits et est emprisonné le 26 avril 1990.